# Bruno Hansen
Bruno Hansen, född 1966 i Nyköping, är en svensk musiker, sångare, låtskrivare och medlem i musikgruppen Karolinerna.
Hansen var Ultima Thules sångare mellan 1983 och 1985 då han lämnade gruppen. År 2001 satte Hansen igång ett soloprojekt under namnet Karolinerna som spelar vikingarock. Hansen sjunger och spelar bas, piano, synth och gitarr. Bruno Hansens bror Ulf Hansen medverkar ibland på trummor.
Sedan 2016 är Bruno Hansen tillbaka i gruppen Ultima Thule.

## Diskografi

### Album
- 1994 – The Promises - Summer Pulse by Bruno Hansen
- 1994 – Bruno Hansen - I once was a member of... Ultima Thule
- 2002 – Bruno Hansen - I once was a member of... Ultima Thule (nyutgåva av Bad Business Records)
- 2003 – Karolinerna - November år 1700
- 2005 – Karolinerna - Förfluten tid
- 2019 – Karolinerna - Riddarsång - singel

### Samlingsalbum
Samlingsalbum som Karolinerna har medverkat i. Låtarna som finns med listas under respektive album.
- 1994 – Swedish Thunder
  - Den vilde krigaren
  - Bedrövelsens tidevarv
  - Så länge skutan kan gå
- 2001 – Carolus Rex V
  - Hurra för Nordens länder
  - Bedrövelsens tidevarv
  - Vikings
- 2002 – Carolus Rex VI
  - November år 1700
  - Gustav den store
- 2004 – Carolus Rex VII
  - Slå vakt
  - Viking
- 2006 – Carolus Rex VIII
  - Freden
  - Riddarsång